# Posankka
Posankka est une statue en fibre de verre, située à Turku en Finlande. La statue que l'on trouve à proximité du campus de l'Université de Turku et du village étudiant de Turku, représente un hybride cochon (possu) - canard (ankka): le résultat est un animal rose avec la partie basse du corps d'un canard et une tête de cochon.
Dessinée par Alvar Gullichsen en 1999, elle a un temps été placée en flottaison sur la rivière Aurajoki qui traverse Turku. Après quelques controverses et négociations, elle a trouvé son emplacement actuel en 2001.
Tous les hivers, un bonnet de Père Noël est placé sur sa tête et lors des festivités étudiantes du mois de mai (Vappu), la statue revêt le chapeau des étudiants,.